# パリのお嬢さん
パリのお嬢さん（ぱりのおじょうさん、Mademoiselle de Paris）は、ポール・ドュラン作曲のシャンソン。

## 概要
1948年頃、ポール・デュラン（Paul Durand）作曲で、アンリ・コンテ（Henri Contet）が作詞の歌詞がつけられ、この曲がリリースされた。フランス映画 "Scandale aux Champs-Elysées"（邦題:パリのスキャンダル）の劇中歌として、ジャクリーヌ・フランソワが歌ったのが最初といわれている。
YouTubeでも、ジャクリーヌ・フランソワの録音や、日本でのライブハウスでの日本語歌唱の動画、いくつか録音がアップロードされている。

## カヴァー
- ジャクリーヌ・フランソワ (Jacqueline François)
- ルネ・ルバ (Renée Lebas)
- リナ・マルジ (Lina Margy)
- アンヌ・サンドリーヌ (Anne Sandrine)
- エディット・ピアフ
- モーリス・シュバリエ
- イザベル・オーブレ
- ダニエル・ヴィダル
- アンディ・ウィリアムス（英語）
- ペトゥラ・クラーク（英語）

･･など。